# Fredericton Junction
Fredericton Junction es un pueblo canadiense situado en la provincia de Nuevo Brunswick.

## Superficie
Fredericton Junction tiene una superficie de 23,85 km².

## Demografía
En 2021, tenía 719 habitantes, una densidad poblacional de 30,1 hab./km², y 304 viviendas.